# Ras al-Ayn (district)
Ras al-Ayn (Arabisch: رأس العين) is een district in het gouvernement Al-Hasakah in noordoosten van Syrië. Het administratieve centrum is de stad Ras al-Ayn.
Bij de laatste officiële volkstelling van 2004 (voor de Syrische Burgeroorlog) had het district 191.994 inwoners.